# 17250 Genelucas
A 17250 Genelucas (ideiglenes jelöléssel 2000 GW122) a Naprendszer kisbolygóövében található aszteroida. Charles W. Juels fedezte fel 2000. április 11-én.